# Ольшова (Радомський повіт)
Ольшова (пол. Olszowa) — село в Польщі, у гміні Ястшембія Радомського повіту Мазовецького воєводства.
Населення — 118 осіб (2011).
У 1975-1998 роках село належало до Радомського воєводства.

## Демографія
Демографічна структура станом на 31 березня 2011 року:
|          | Загалом | Допрацездатний вік | Працездатний вік | Постпрацездатний вік |
| -------- | ------- | ------------------ | ---------------- | -------------------- |
| Чоловіки | 61      | 10                 | 47               | 4                    |
| Жінки    | 57      | 9                  | 37               | 11                   |
| Разом    | 118     | 19                 | 84               | 15                   |